# Неофит Урбнисский
Неофи́т У́рбнисский (груз. ნეოფიტე_ურბნელი, в миру Омар; ум. 642) — православный святой. Память 28 октября по старому стилю, 10 ноября по новому стилю.
Имел персидское происхождение, при рождении получил имя Омар. Жил в VII веке, был военачальником у эмира Ахмада и по его приказу предпринял поход на Грузинское царство. Опустошив долину Большой Лиахви, два полководца Ахмада, Омар и Бурули, соединились у Мцхеты. Затем у слияния рек Кура (Мтквари) и Арагви, в районе села Цихедиди, его солдаты попытались пересечь реку около скал Сарникети, чтобы переправиться на другой берег и разрушить группу пещер; однако, вступив в Куру, они так и не смогли её пересечь. Когда они спросили пленных сарникетцев, что там находится, те ответили, что в этом месте живут монахи из монастыря Шио Мгвимского, являющиеся простыми рабами Бога.
Эта история сильно удивила командиров мусульманской армии, и они якобы решили сообщить обо всём Ахмаду. Тот был удивлён силой монахов и послал к ним Омара с золотом, прося молиться за него. Войдя в Сарникети, Омар отправил к монахам гонца, приказав тому сообщить, что идёт с подарками и не ищет войны. Подъехав к воротам монастыря, Омар якобы увидел множество бесплотных теней и излучающего свет старца среди них, которые показались ему похожими на ангелов; поняв, что тени были монахами, а старец — настоятелем монастыря, он рассказал монахам о своём видении и дал обет сам стать монахом монастыря. Оставив свои должность, владения, власть и богатства, он ушёл в Шио-Мгвимский монастырь и поселился там. Был крещён вместе с двумя своими рабами, в монашестве принял имя Неофит и называл себя рабом Христа.
Согласно житию, зороастрийцы решили убить перса, проповедовавшего христианство, и напали на него, когда он молился в одиночестве в свой келье. Зная, что Неофит желал уподобиться Стефану Первомученику, они забили его камнями.